# نادی‌کوتاش
نادْیْ‌کوتاش (به مجاری:  Nagykutas) یک شهرداری در مجارستان است که در زالا واقع شده‌است. نادی‌کوتاش ۸٫۴۵ کیلومتر مربع مساحت و ۴۷۷ نفر جمعیت دارد.